# Kloster Niederilbenstadt
Das Kloster Niederilbenstadt war ein Stift der Prämonstratenserinnen in Niederilbenstadt in Oberhessen von etwa 1130 bis 1803.

## Lage

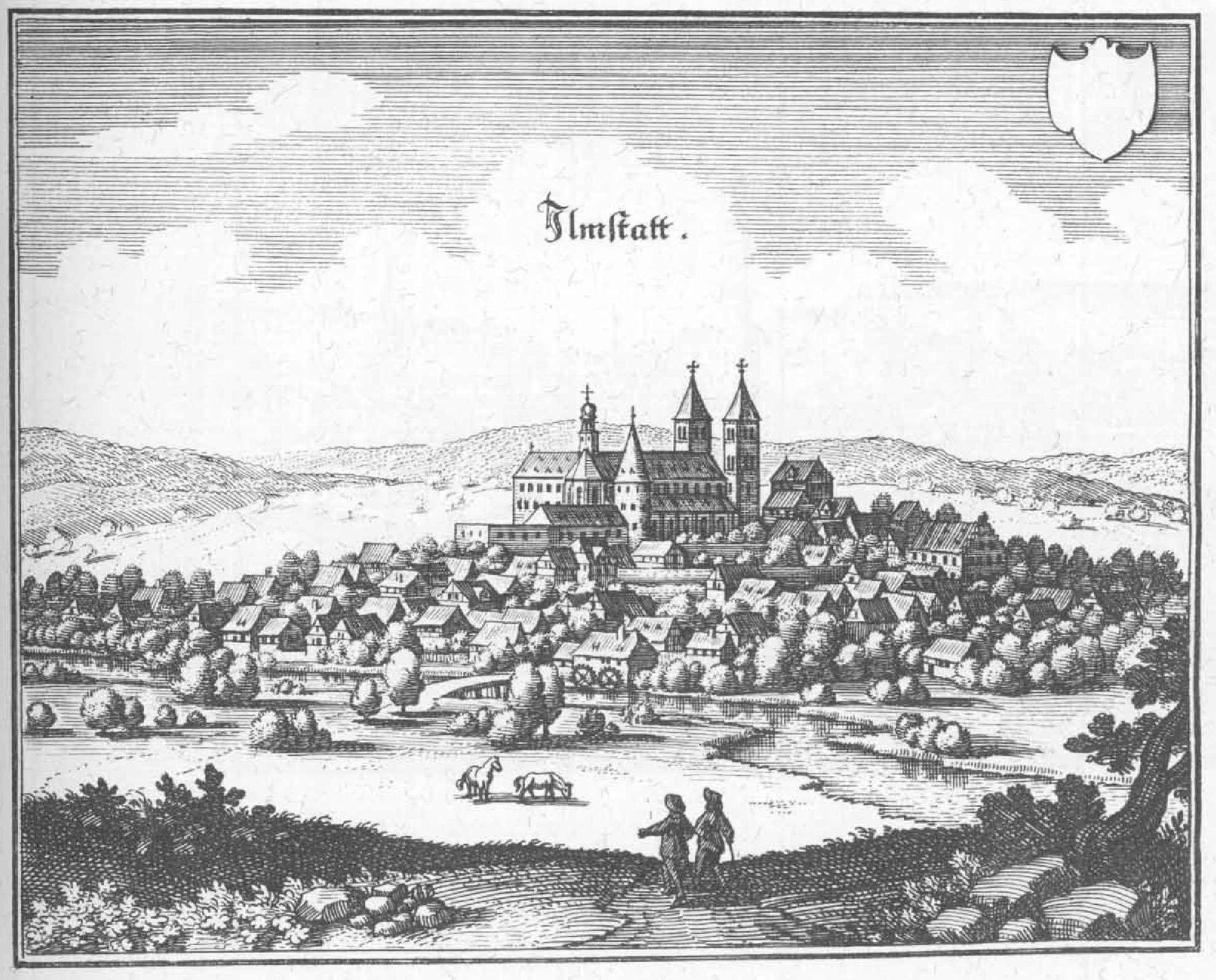
Ilbenstadt, um 1605; die Lage des Nonnenklosters ist unsicher

Der Chorfrauenkonvent befand sich zuerst unmittelbar an der Kirche in Ilmenstadt. Seit etwa 1148 gab es eine neue Klosteranlage etwa 500 Meter von der Basilika an einem Steilhang des Jungfernberges im Tal an der Nidda. Von der Anlage ist nichts erhalten, außer möglicherweise einem kleinen Teil der Umfassungsmauer.
Heute befindet sich dort die ehemalige Staatsdomäne Nonnenhof mit später errichtetem Herrenhaus und Wirtschaftsgebäuden.

## Geschichte
Um 1123 gründeten die Grafen von Cappenberg eine Niederlassung der Prämonstratenser in Elvenstad. In dieser lebten anfangs die Chorfrauen in einem Annexkloster dicht neben den Chorherren.
Um 1148 erhielten sie ein neues Klostergebäude in einiger Entfernung an der Nidda. Die Konvente standen aber zunächst weiter unter einer Verwaltung. Von 1293 ist eine erste Urkunde über eine teilweise Teilung des Güterbesitzes erhalten. Im 14. Jahrhundert erwarben die Prämonstratenserinnen dann weiteren umfangreichen Landbesitz unter anderem von 15 Dörfern.
Im 16. Jahrhundert blieb das Kloster während der Reformationszeit wahrscheinlich bestehen. Im Dreißigjährigen Krieg wurde es beschädigt, die Nonnen mussten zeitweise nach Frankfurt am Main fliehen.
Danach entwickelte es sich wieder und hatte um 1700 26 Nonnen.
1803 wurde das Prämonstratenserinnenkloster Niederilbenstadt durch die Säkularisation geschlossen. 1808 zogen die letzten Nonnen aus.
Danach wurden die Kirche und der größte Teil der Klausurgebäude abgerissen und dort neue Gebäude der hessischen Staatsdomäne errichtet. Diese sind größtenteils erhalten.

## Strukturen
Das Prämonstratenserinnenstift Niederilbenstadt unterstand formal dem Prämonstratenserstift (Ober-)Ilbenstadt. Es hatte aber seit etwa 1293 eine eigene wirtschaftliche Verwaltung.
Es wurde von einer Meisterin, dann einer Priorin geleitet, die von einer Subpriorin unterstützt wurde.